# Sångsnårfågel
Sångsnårfågel (Atrichornis clamosus) är en utrotningshotad australisk tätting, en av två fågelarter i familjen snårfåglar.

## Kännetecken

### Utseende
Sångsnårfågeln är en tillbakadragen kortvingad och lång- och rundstjärtad tätting med en kroppslängd på 22-26 centimeter. Huvudet har en karakteristiskt triangelformad profil. Adulta fågeln är brun ovan med svag bandning och kontrasterande rostfärgade vingar. Undertill är den gråbrun övergående till rostfärgad på undre stjärttäckarna och gräddfärgat bröst. Hanen har en diagostisk svart triangel på strupen inramat av vitt på sidorna, medan honans strupe är vitaktig. Ungfågeln är obandad ovan med djupt gulbrun hals och bröst.

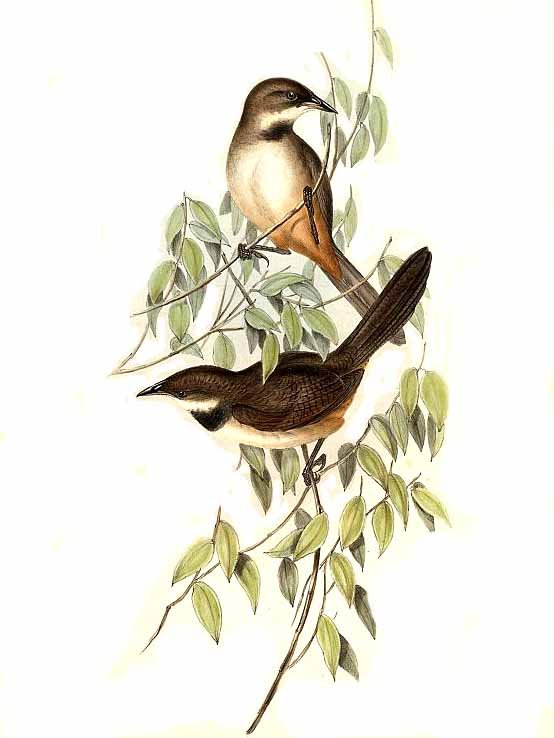

### Läten
Arten har en mycket kraftfull, penetrerande och riktad sång som varierar mellan individer, generellt ett mjukt, fallande crescendo som faller och accellererar till ett öronbedövande klimax.

## Utbredning och systematik
Fågeln förekommer enbart i sydvästra Western Australia (kusthedar öster om Albany). Den behandlas som monotypisk, det vill säga att den inte delas in i några underarter.

## Status
IUCN kategoriserar arten som starkt hotad.